# Атака (шахматы)
Ата́ка (фр. attague — нападение) имеет два понятия:
- тактическое — прямое нападение на фигуры соперника.
- стратегическое — наступление на каком-либо участке доски или по всей доске по определённому стратегическому плану.

## История
С развитием шахматной мысли понятие атаки переосмысливалось. Вильгельм Стейниц рассматривал атаку как средство реализации достигнутого преимущества. Она должна была завершать другие наступательные действия — инициативу, позиционное давление, ограничение подвижности неприятельских фигур. Отсюда концепция Стейница: имеющий преимущество обязан атаковать. Тот же, кто защищается, не имеет такого права, так как его позиция ещё более ухудшится.
В современной шахматной теории понятие атаки трактуют более широко. В ряде случаев атака — не итог всей стратегии, а лишь средство борьбы, необходимое для получения тех или иных позиционных выгод. Часто атака не завершает партию, а только лишь начинает новую стадию борьбы за достижение преимущества.
Таким образом, главная цель атаки трактуется не как уничтожение неприятельских сил, а как достижение реального позиционного перевеса.

## Факторы эффективности атаки
Эффективность атаки зависит от многих позиционных факторов: 
- открытые линии,
- активное расположение фигур,
- превосходство в силах на атакуемом участке доски,
- наличие в позиции соперника уязвимых пунктов и другие.

## Виды атаки
Основными видами атаки является:
- пешечная. Её разновидность — атака пешечного меньшинства.
- фигурная,
- комбинированная посредством фигур и пешек,
- динамическая,
- связанная с жертвой материала.

## Объекты атаки
Объекты атак разнообразны, но особо важным является неприятельский король. При осуществлении атаки на него учитывается его месторасположение по отношению к королю атакующей стороны: при односторонних рокировках атака осуществляется преимущественно фигурами, при разносторонних — пешками, на застрявшего в центре короля, лишённого возможности укрыться на фланге, применяют комбинированную атаку.
Объектами нападения при фланговых атаках могут быть слабые пешки, уязвимые пункты в позиции соперника, висячие фигуры.
Но не только центр и фланги являются объектами атаки, а также отдельные слабые пункты и даже подвижные объекты.
Перенос атаки с различных объектов на короля соперника нередко служит способом реализации позиционного преимущества. Например, позиционный перевес в центре позволяет начать фланговую атаку на короля соперника. Иногда такому переносу атаки способствуют слабости в пешечном прикрытии короля, возникшие на ранней стадии партии.

## Атака как дебютный вариант
Термин «атака» употребляется в шахматной литературе и в значении «вариант». Например, атака Макса Ланге в защите двух коней, атака Панова в защите Каро — Канн. Более того, «атакой» назван дебют «неправильного» начала 1. g2-g4 — атака Гроба и некоторые другие, например, Атака Парэма.

## Пример
|   | a | b | c | d | e | f | g | h |   |
| - | --- | --- | --- | --- | --- | --- | --- | --- | - |
| 8 | c8 чёрная ладья · e8 чёрная ладья · g8 чёрный король · c7 чёрная пешка · f7 чёрная пешка · g7 чёрный слон · h7 чёрная пешка · c6 чёрная пешка · d6 чёрная пешка · e6 чёрный ферзь · g6 чёрная пешка · c4 чёрный конь · e4 белая пешка · c3 белый конь · f3 белая пешка · a2 белая пешка · b2 белая пешка · c2 белая пешка · d2 белый слон · e2 белый ферзь · g2 белая пешка · h2 белая пешка · b1 белая ладья · f1 белая ладья · g1 белый король | c8 чёрная ладья · e8 чёрная ладья · g8 чёрный король · c7 чёрная пешка · f7 чёрная пешка · g7 чёрный слон · h7 чёрная пешка · c6 чёрная пешка · d6 чёрная пешка · e6 чёрный ферзь · g6 чёрная пешка · c4 чёрный конь · e4 белая пешка · c3 белый конь · f3 белая пешка · a2 белая пешка · b2 белая пешка · c2 белая пешка · d2 белый слон · e2 белый ферзь · g2 белая пешка · h2 белая пешка · b1 белая ладья · f1 белая ладья · g1 белый король | c8 чёрная ладья · e8 чёрная ладья · g8 чёрный король · c7 чёрная пешка · f7 чёрная пешка · g7 чёрный слон · h7 чёрная пешка · c6 чёрная пешка · d6 чёрная пешка · e6 чёрный ферзь · g6 чёрная пешка · c4 чёрный конь · e4 белая пешка · c3 белый конь · f3 белая пешка · a2 белая пешка · b2 белая пешка · c2 белая пешка · d2 белый слон · e2 белый ферзь · g2 белая пешка · h2 белая пешка · b1 белая ладья · f1 белая ладья · g1 белый король | c8 чёрная ладья · e8 чёрная ладья · g8 чёрный король · c7 чёрная пешка · f7 чёрная пешка · g7 чёрный слон · h7 чёрная пешка · c6 чёрная пешка · d6 чёрная пешка · e6 чёрный ферзь · g6 чёрная пешка · c4 чёрный конь · e4 белая пешка · c3 белый конь · f3 белая пешка · a2 белая пешка · b2 белая пешка · c2 белая пешка · d2 белый слон · e2 белый ферзь · g2 белая пешка · h2 белая пешка · b1 белая ладья · f1 белая ладья · g1 белый король | c8 чёрная ладья · e8 чёрная ладья · g8 чёрный король · c7 чёрная пешка · f7 чёрная пешка · g7 чёрный слон · h7 чёрная пешка · c6 чёрная пешка · d6 чёрная пешка · e6 чёрный ферзь · g6 чёрная пешка · c4 чёрный конь · e4 белая пешка · c3 белый конь · f3 белая пешка · a2 белая пешка · b2 белая пешка · c2 белая пешка · d2 белый слон · e2 белый ферзь · g2 белая пешка · h2 белая пешка · b1 белая ладья · f1 белая ладья · g1 белый король | c8 чёрная ладья · e8 чёрная ладья · g8 чёрный король · c7 чёрная пешка · f7 чёрная пешка · g7 чёрный слон · h7 чёрная пешка · c6 чёрная пешка · d6 чёрная пешка · e6 чёрный ферзь · g6 чёрная пешка · c4 чёрный конь · e4 белая пешка · c3 белый конь · f3 белая пешка · a2 белая пешка · b2 белая пешка · c2 белая пешка · d2 белый слон · e2 белый ферзь · g2 белая пешка · h2 белая пешка · b1 белая ладья · f1 белая ладья · g1 белый король | c8 чёрная ладья · e8 чёрная ладья · g8 чёрный король · c7 чёрная пешка · f7 чёрная пешка · g7 чёрный слон · h7 чёрная пешка · c6 чёрная пешка · d6 чёрная пешка · e6 чёрный ферзь · g6 чёрная пешка · c4 чёрный конь · e4 белая пешка · c3 белый конь · f3 белая пешка · a2 белая пешка · b2 белая пешка · c2 белая пешка · d2 белый слон · e2 белый ферзь · g2 белая пешка · h2 белая пешка · b1 белая ладья · f1 белая ладья · g1 белый король | c8 чёрная ладья · e8 чёрная ладья · g8 чёрный король · c7 чёрная пешка · f7 чёрная пешка · g7 чёрный слон · h7 чёрная пешка · c6 чёрная пешка · d6 чёрная пешка · e6 чёрный ферзь · g6 чёрная пешка · c4 чёрный конь · e4 белая пешка · c3 белый конь · f3 белая пешка · a2 белая пешка · b2 белая пешка · c2 белая пешка · d2 белый слон · e2 белый ферзь · g2 белая пешка · h2 белая пешка · b1 белая ладья · f1 белая ладья · g1 белый король | 8 |
| 7 | c8 чёрная ладья · e8 чёрная ладья · g8 чёрный король · c7 чёрная пешка · f7 чёрная пешка · g7 чёрный слон · h7 чёрная пешка · c6 чёрная пешка · d6 чёрная пешка · e6 чёрный ферзь · g6 чёрная пешка · c4 чёрный конь · e4 белая пешка · c3 белый конь · f3 белая пешка · a2 белая пешка · b2 белая пешка · c2 белая пешка · d2 белый слон · e2 белый ферзь · g2 белая пешка · h2 белая пешка · b1 белая ладья · f1 белая ладья · g1 белый король | c8 чёрная ладья · e8 чёрная ладья · g8 чёрный король · c7 чёрная пешка · f7 чёрная пешка · g7 чёрный слон · h7 чёрная пешка · c6 чёрная пешка · d6 чёрная пешка · e6 чёрный ферзь · g6 чёрная пешка · c4 чёрный конь · e4 белая пешка · c3 белый конь · f3 белая пешка · a2 белая пешка · b2 белая пешка · c2 белая пешка · d2 белый слон · e2 белый ферзь · g2 белая пешка · h2 белая пешка · b1 белая ладья · f1 белая ладья · g1 белый король | c8 чёрная ладья · e8 чёрная ладья · g8 чёрный король · c7 чёрная пешка · f7 чёрная пешка · g7 чёрный слон · h7 чёрная пешка · c6 чёрная пешка · d6 чёрная пешка · e6 чёрный ферзь · g6 чёрная пешка · c4 чёрный конь · e4 белая пешка · c3 белый конь · f3 белая пешка · a2 белая пешка · b2 белая пешка · c2 белая пешка · d2 белый слон · e2 белый ферзь · g2 белая пешка · h2 белая пешка · b1 белая ладья · f1 белая ладья · g1 белый король | c8 чёрная ладья · e8 чёрная ладья · g8 чёрный король · c7 чёрная пешка · f7 чёрная пешка · g7 чёрный слон · h7 чёрная пешка · c6 чёрная пешка · d6 чёрная пешка · e6 чёрный ферзь · g6 чёрная пешка · c4 чёрный конь · e4 белая пешка · c3 белый конь · f3 белая пешка · a2 белая пешка · b2 белая пешка · c2 белая пешка · d2 белый слон · e2 белый ферзь · g2 белая пешка · h2 белая пешка · b1 белая ладья · f1 белая ладья · g1 белый король | c8 чёрная ладья · e8 чёрная ладья · g8 чёрный король · c7 чёрная пешка · f7 чёрная пешка · g7 чёрный слон · h7 чёрная пешка · c6 чёрная пешка · d6 чёрная пешка · e6 чёрный ферзь · g6 чёрная пешка · c4 чёрный конь · e4 белая пешка · c3 белый конь · f3 белая пешка · a2 белая пешка · b2 белая пешка · c2 белая пешка · d2 белый слон · e2 белый ферзь · g2 белая пешка · h2 белая пешка · b1 белая ладья · f1 белая ладья · g1 белый король | c8 чёрная ладья · e8 чёрная ладья · g8 чёрный король · c7 чёрная пешка · f7 чёрная пешка · g7 чёрный слон · h7 чёрная пешка · c6 чёрная пешка · d6 чёрная пешка · e6 чёрный ферзь · g6 чёрная пешка · c4 чёрный конь · e4 белая пешка · c3 белый конь · f3 белая пешка · a2 белая пешка · b2 белая пешка · c2 белая пешка · d2 белый слон · e2 белый ферзь · g2 белая пешка · h2 белая пешка · b1 белая ладья · f1 белая ладья · g1 белый король | c8 чёрная ладья · e8 чёрная ладья · g8 чёрный король · c7 чёрная пешка · f7 чёрная пешка · g7 чёрный слон · h7 чёрная пешка · c6 чёрная пешка · d6 чёрная пешка · e6 чёрный ферзь · g6 чёрная пешка · c4 чёрный конь · e4 белая пешка · c3 белый конь · f3 белая пешка · a2 белая пешка · b2 белая пешка · c2 белая пешка · d2 белый слон · e2 белый ферзь · g2 белая пешка · h2 белая пешка · b1 белая ладья · f1 белая ладья · g1 белый король | c8 чёрная ладья · e8 чёрная ладья · g8 чёрный король · c7 чёрная пешка · f7 чёрная пешка · g7 чёрный слон · h7 чёрная пешка · c6 чёрная пешка · d6 чёрная пешка · e6 чёрный ферзь · g6 чёрная пешка · c4 чёрный конь · e4 белая пешка · c3 белый конь · f3 белая пешка · a2 белая пешка · b2 белая пешка · c2 белая пешка · d2 белый слон · e2 белый ферзь · g2 белая пешка · h2 белая пешка · b1 белая ладья · f1 белая ладья · g1 белый король | 7 |
| 6 | c8 чёрная ладья · e8 чёрная ладья · g8 чёрный король · c7 чёрная пешка · f7 чёрная пешка · g7 чёрный слон · h7 чёрная пешка · c6 чёрная пешка · d6 чёрная пешка · e6 чёрный ферзь · g6 чёрная пешка · c4 чёрный конь · e4 белая пешка · c3 белый конь · f3 белая пешка · a2 белая пешка · b2 белая пешка · c2 белая пешка · d2 белый слон · e2 белый ферзь · g2 белая пешка · h2 белая пешка · b1 белая ладья · f1 белая ладья · g1 белый король | c8 чёрная ладья · e8 чёрная ладья · g8 чёрный король · c7 чёрная пешка · f7 чёрная пешка · g7 чёрный слон · h7 чёрная пешка · c6 чёрная пешка · d6 чёрная пешка · e6 чёрный ферзь · g6 чёрная пешка · c4 чёрный конь · e4 белая пешка · c3 белый конь · f3 белая пешка · a2 белая пешка · b2 белая пешка · c2 белая пешка · d2 белый слон · e2 белый ферзь · g2 белая пешка · h2 белая пешка · b1 белая ладья · f1 белая ладья · g1 белый король | c8 чёрная ладья · e8 чёрная ладья · g8 чёрный король · c7 чёрная пешка · f7 чёрная пешка · g7 чёрный слон · h7 чёрная пешка · c6 чёрная пешка · d6 чёрная пешка · e6 чёрный ферзь · g6 чёрная пешка · c4 чёрный конь · e4 белая пешка · c3 белый конь · f3 белая пешка · a2 белая пешка · b2 белая пешка · c2 белая пешка · d2 белый слон · e2 белый ферзь · g2 белая пешка · h2 белая пешка · b1 белая ладья · f1 белая ладья · g1 белый король | c8 чёрная ладья · e8 чёрная ладья · g8 чёрный король · c7 чёрная пешка · f7 чёрная пешка · g7 чёрный слон · h7 чёрная пешка · c6 чёрная пешка · d6 чёрная пешка · e6 чёрный ферзь · g6 чёрная пешка · c4 чёрный конь · e4 белая пешка · c3 белый конь · f3 белая пешка · a2 белая пешка · b2 белая пешка · c2 белая пешка · d2 белый слон · e2 белый ферзь · g2 белая пешка · h2 белая пешка · b1 белая ладья · f1 белая ладья · g1 белый король | c8 чёрная ладья · e8 чёрная ладья · g8 чёрный король · c7 чёрная пешка · f7 чёрная пешка · g7 чёрный слон · h7 чёрная пешка · c6 чёрная пешка · d6 чёрная пешка · e6 чёрный ферзь · g6 чёрная пешка · c4 чёрный конь · e4 белая пешка · c3 белый конь · f3 белая пешка · a2 белая пешка · b2 белая пешка · c2 белая пешка · d2 белый слон · e2 белый ферзь · g2 белая пешка · h2 белая пешка · b1 белая ладья · f1 белая ладья · g1 белый король | c8 чёрная ладья · e8 чёрная ладья · g8 чёрный король · c7 чёрная пешка · f7 чёрная пешка · g7 чёрный слон · h7 чёрная пешка · c6 чёрная пешка · d6 чёрная пешка · e6 чёрный ферзь · g6 чёрная пешка · c4 чёрный конь · e4 белая пешка · c3 белый конь · f3 белая пешка · a2 белая пешка · b2 белая пешка · c2 белая пешка · d2 белый слон · e2 белый ферзь · g2 белая пешка · h2 белая пешка · b1 белая ладья · f1 белая ладья · g1 белый король | c8 чёрная ладья · e8 чёрная ладья · g8 чёрный король · c7 чёрная пешка · f7 чёрная пешка · g7 чёрный слон · h7 чёрная пешка · c6 чёрная пешка · d6 чёрная пешка · e6 чёрный ферзь · g6 чёрная пешка · c4 чёрный конь · e4 белая пешка · c3 белый конь · f3 белая пешка · a2 белая пешка · b2 белая пешка · c2 белая пешка · d2 белый слон · e2 белый ферзь · g2 белая пешка · h2 белая пешка · b1 белая ладья · f1 белая ладья · g1 белый король | c8 чёрная ладья · e8 чёрная ладья · g8 чёрный король · c7 чёрная пешка · f7 чёрная пешка · g7 чёрный слон · h7 чёрная пешка · c6 чёрная пешка · d6 чёрная пешка · e6 чёрный ферзь · g6 чёрная пешка · c4 чёрный конь · e4 белая пешка · c3 белый конь · f3 белая пешка · a2 белая пешка · b2 белая пешка · c2 белая пешка · d2 белый слон · e2 белый ферзь · g2 белая пешка · h2 белая пешка · b1 белая ладья · f1 белая ладья · g1 белый король | 6 |
| 5 | c8 чёрная ладья · e8 чёрная ладья · g8 чёрный король · c7 чёрная пешка · f7 чёрная пешка · g7 чёрный слон · h7 чёрная пешка · c6 чёрная пешка · d6 чёрная пешка · e6 чёрный ферзь · g6 чёрная пешка · c4 чёрный конь · e4 белая пешка · c3 белый конь · f3 белая пешка · a2 белая пешка · b2 белая пешка · c2 белая пешка · d2 белый слон · e2 белый ферзь · g2 белая пешка · h2 белая пешка · b1 белая ладья · f1 белая ладья · g1 белый король | c8 чёрная ладья · e8 чёрная ладья · g8 чёрный король · c7 чёрная пешка · f7 чёрная пешка · g7 чёрный слон · h7 чёрная пешка · c6 чёрная пешка · d6 чёрная пешка · e6 чёрный ферзь · g6 чёрная пешка · c4 чёрный конь · e4 белая пешка · c3 белый конь · f3 белая пешка · a2 белая пешка · b2 белая пешка · c2 белая пешка · d2 белый слон · e2 белый ферзь · g2 белая пешка · h2 белая пешка · b1 белая ладья · f1 белая ладья · g1 белый король | c8 чёрная ладья · e8 чёрная ладья · g8 чёрный король · c7 чёрная пешка · f7 чёрная пешка · g7 чёрный слон · h7 чёрная пешка · c6 чёрная пешка · d6 чёрная пешка · e6 чёрный ферзь · g6 чёрная пешка · c4 чёрный конь · e4 белая пешка · c3 белый конь · f3 белая пешка · a2 белая пешка · b2 белая пешка · c2 белая пешка · d2 белый слон · e2 белый ферзь · g2 белая пешка · h2 белая пешка · b1 белая ладья · f1 белая ладья · g1 белый король | c8 чёрная ладья · e8 чёрная ладья · g8 чёрный король · c7 чёрная пешка · f7 чёрная пешка · g7 чёрный слон · h7 чёрная пешка · c6 чёрная пешка · d6 чёрная пешка · e6 чёрный ферзь · g6 чёрная пешка · c4 чёрный конь · e4 белая пешка · c3 белый конь · f3 белая пешка · a2 белая пешка · b2 белая пешка · c2 белая пешка · d2 белый слон · e2 белый ферзь · g2 белая пешка · h2 белая пешка · b1 белая ладья · f1 белая ладья · g1 белый король | c8 чёрная ладья · e8 чёрная ладья · g8 чёрный король · c7 чёрная пешка · f7 чёрная пешка · g7 чёрный слон · h7 чёрная пешка · c6 чёрная пешка · d6 чёрная пешка · e6 чёрный ферзь · g6 чёрная пешка · c4 чёрный конь · e4 белая пешка · c3 белый конь · f3 белая пешка · a2 белая пешка · b2 белая пешка · c2 белая пешка · d2 белый слон · e2 белый ферзь · g2 белая пешка · h2 белая пешка · b1 белая ладья · f1 белая ладья · g1 белый король | c8 чёрная ладья · e8 чёрная ладья · g8 чёрный король · c7 чёрная пешка · f7 чёрная пешка · g7 чёрный слон · h7 чёрная пешка · c6 чёрная пешка · d6 чёрная пешка · e6 чёрный ферзь · g6 чёрная пешка · c4 чёрный конь · e4 белая пешка · c3 белый конь · f3 белая пешка · a2 белая пешка · b2 белая пешка · c2 белая пешка · d2 белый слон · e2 белый ферзь · g2 белая пешка · h2 белая пешка · b1 белая ладья · f1 белая ладья · g1 белый король | c8 чёрная ладья · e8 чёрная ладья · g8 чёрный король · c7 чёрная пешка · f7 чёрная пешка · g7 чёрный слон · h7 чёрная пешка · c6 чёрная пешка · d6 чёрная пешка · e6 чёрный ферзь · g6 чёрная пешка · c4 чёрный конь · e4 белая пешка · c3 белый конь · f3 белая пешка · a2 белая пешка · b2 белая пешка · c2 белая пешка · d2 белый слон · e2 белый ферзь · g2 белая пешка · h2 белая пешка · b1 белая ладья · f1 белая ладья · g1 белый король | c8 чёрная ладья · e8 чёрная ладья · g8 чёрный король · c7 чёрная пешка · f7 чёрная пешка · g7 чёрный слон · h7 чёрная пешка · c6 чёрная пешка · d6 чёрная пешка · e6 чёрный ферзь · g6 чёрная пешка · c4 чёрный конь · e4 белая пешка · c3 белый конь · f3 белая пешка · a2 белая пешка · b2 белая пешка · c2 белая пешка · d2 белый слон · e2 белый ферзь · g2 белая пешка · h2 белая пешка · b1 белая ладья · f1 белая ладья · g1 белый король | 5 |
| 4 | c8 чёрная ладья · e8 чёрная ладья · g8 чёрный король · c7 чёрная пешка · f7 чёрная пешка · g7 чёрный слон · h7 чёрная пешка · c6 чёрная пешка · d6 чёрная пешка · e6 чёрный ферзь · g6 чёрная пешка · c4 чёрный конь · e4 белая пешка · c3 белый конь · f3 белая пешка · a2 белая пешка · b2 белая пешка · c2 белая пешка · d2 белый слон · e2 белый ферзь · g2 белая пешка · h2 белая пешка · b1 белая ладья · f1 белая ладья · g1 белый король | c8 чёрная ладья · e8 чёрная ладья · g8 чёрный король · c7 чёрная пешка · f7 чёрная пешка · g7 чёрный слон · h7 чёрная пешка · c6 чёрная пешка · d6 чёрная пешка · e6 чёрный ферзь · g6 чёрная пешка · c4 чёрный конь · e4 белая пешка · c3 белый конь · f3 белая пешка · a2 белая пешка · b2 белая пешка · c2 белая пешка · d2 белый слон · e2 белый ферзь · g2 белая пешка · h2 белая пешка · b1 белая ладья · f1 белая ладья · g1 белый король | c8 чёрная ладья · e8 чёрная ладья · g8 чёрный король · c7 чёрная пешка · f7 чёрная пешка · g7 чёрный слон · h7 чёрная пешка · c6 чёрная пешка · d6 чёрная пешка · e6 чёрный ферзь · g6 чёрная пешка · c4 чёрный конь · e4 белая пешка · c3 белый конь · f3 белая пешка · a2 белая пешка · b2 белая пешка · c2 белая пешка · d2 белый слон · e2 белый ферзь · g2 белая пешка · h2 белая пешка · b1 белая ладья · f1 белая ладья · g1 белый король | c8 чёрная ладья · e8 чёрная ладья · g8 чёрный король · c7 чёрная пешка · f7 чёрная пешка · g7 чёрный слон · h7 чёрная пешка · c6 чёрная пешка · d6 чёрная пешка · e6 чёрный ферзь · g6 чёрная пешка · c4 чёрный конь · e4 белая пешка · c3 белый конь · f3 белая пешка · a2 белая пешка · b2 белая пешка · c2 белая пешка · d2 белый слон · e2 белый ферзь · g2 белая пешка · h2 белая пешка · b1 белая ладья · f1 белая ладья · g1 белый король | c8 чёрная ладья · e8 чёрная ладья · g8 чёрный король · c7 чёрная пешка · f7 чёрная пешка · g7 чёрный слон · h7 чёрная пешка · c6 чёрная пешка · d6 чёрная пешка · e6 чёрный ферзь · g6 чёрная пешка · c4 чёрный конь · e4 белая пешка · c3 белый конь · f3 белая пешка · a2 белая пешка · b2 белая пешка · c2 белая пешка · d2 белый слон · e2 белый ферзь · g2 белая пешка · h2 белая пешка · b1 белая ладья · f1 белая ладья · g1 белый король | c8 чёрная ладья · e8 чёрная ладья · g8 чёрный король · c7 чёрная пешка · f7 чёрная пешка · g7 чёрный слон · h7 чёрная пешка · c6 чёрная пешка · d6 чёрная пешка · e6 чёрный ферзь · g6 чёрная пешка · c4 чёрный конь · e4 белая пешка · c3 белый конь · f3 белая пешка · a2 белая пешка · b2 белая пешка · c2 белая пешка · d2 белый слон · e2 белый ферзь · g2 белая пешка · h2 белая пешка · b1 белая ладья · f1 белая ладья · g1 белый король | c8 чёрная ладья · e8 чёрная ладья · g8 чёрный король · c7 чёрная пешка · f7 чёрная пешка · g7 чёрный слон · h7 чёрная пешка · c6 чёрная пешка · d6 чёрная пешка · e6 чёрный ферзь · g6 чёрная пешка · c4 чёрный конь · e4 белая пешка · c3 белый конь · f3 белая пешка · a2 белая пешка · b2 белая пешка · c2 белая пешка · d2 белый слон · e2 белый ферзь · g2 белая пешка · h2 белая пешка · b1 белая ладья · f1 белая ладья · g1 белый король | c8 чёрная ладья · e8 чёрная ладья · g8 чёрный король · c7 чёрная пешка · f7 чёрная пешка · g7 чёрный слон · h7 чёрная пешка · c6 чёрная пешка · d6 чёрная пешка · e6 чёрный ферзь · g6 чёрная пешка · c4 чёрный конь · e4 белая пешка · c3 белый конь · f3 белая пешка · a2 белая пешка · b2 белая пешка · c2 белая пешка · d2 белый слон · e2 белый ферзь · g2 белая пешка · h2 белая пешка · b1 белая ладья · f1 белая ладья · g1 белый король | 4 |
| 3 | c8 чёрная ладья · e8 чёрная ладья · g8 чёрный король · c7 чёрная пешка · f7 чёрная пешка · g7 чёрный слон · h7 чёрная пешка · c6 чёрная пешка · d6 чёрная пешка · e6 чёрный ферзь · g6 чёрная пешка · c4 чёрный конь · e4 белая пешка · c3 белый конь · f3 белая пешка · a2 белая пешка · b2 белая пешка · c2 белая пешка · d2 белый слон · e2 белый ферзь · g2 белая пешка · h2 белая пешка · b1 белая ладья · f1 белая ладья · g1 белый король | c8 чёрная ладья · e8 чёрная ладья · g8 чёрный король · c7 чёрная пешка · f7 чёрная пешка · g7 чёрный слон · h7 чёрная пешка · c6 чёрная пешка · d6 чёрная пешка · e6 чёрный ферзь · g6 чёрная пешка · c4 чёрный конь · e4 белая пешка · c3 белый конь · f3 белая пешка · a2 белая пешка · b2 белая пешка · c2 белая пешка · d2 белый слон · e2 белый ферзь · g2 белая пешка · h2 белая пешка · b1 белая ладья · f1 белая ладья · g1 белый король | c8 чёрная ладья · e8 чёрная ладья · g8 чёрный король · c7 чёрная пешка · f7 чёрная пешка · g7 чёрный слон · h7 чёрная пешка · c6 чёрная пешка · d6 чёрная пешка · e6 чёрный ферзь · g6 чёрная пешка · c4 чёрный конь · e4 белая пешка · c3 белый конь · f3 белая пешка · a2 белая пешка · b2 белая пешка · c2 белая пешка · d2 белый слон · e2 белый ферзь · g2 белая пешка · h2 белая пешка · b1 белая ладья · f1 белая ладья · g1 белый король | c8 чёрная ладья · e8 чёрная ладья · g8 чёрный король · c7 чёрная пешка · f7 чёрная пешка · g7 чёрный слон · h7 чёрная пешка · c6 чёрная пешка · d6 чёрная пешка · e6 чёрный ферзь · g6 чёрная пешка · c4 чёрный конь · e4 белая пешка · c3 белый конь · f3 белая пешка · a2 белая пешка · b2 белая пешка · c2 белая пешка · d2 белый слон · e2 белый ферзь · g2 белая пешка · h2 белая пешка · b1 белая ладья · f1 белая ладья · g1 белый король | c8 чёрная ладья · e8 чёрная ладья · g8 чёрный король · c7 чёрная пешка · f7 чёрная пешка · g7 чёрный слон · h7 чёрная пешка · c6 чёрная пешка · d6 чёрная пешка · e6 чёрный ферзь · g6 чёрная пешка · c4 чёрный конь · e4 белая пешка · c3 белый конь · f3 белая пешка · a2 белая пешка · b2 белая пешка · c2 белая пешка · d2 белый слон · e2 белый ферзь · g2 белая пешка · h2 белая пешка · b1 белая ладья · f1 белая ладья · g1 белый король | c8 чёрная ладья · e8 чёрная ладья · g8 чёрный король · c7 чёрная пешка · f7 чёрная пешка · g7 чёрный слон · h7 чёрная пешка · c6 чёрная пешка · d6 чёрная пешка · e6 чёрный ферзь · g6 чёрная пешка · c4 чёрный конь · e4 белая пешка · c3 белый конь · f3 белая пешка · a2 белая пешка · b2 белая пешка · c2 белая пешка · d2 белый слон · e2 белый ферзь · g2 белая пешка · h2 белая пешка · b1 белая ладья · f1 белая ладья · g1 белый король | c8 чёрная ладья · e8 чёрная ладья · g8 чёрный король · c7 чёрная пешка · f7 чёрная пешка · g7 чёрный слон · h7 чёрная пешка · c6 чёрная пешка · d6 чёрная пешка · e6 чёрный ферзь · g6 чёрная пешка · c4 чёрный конь · e4 белая пешка · c3 белый конь · f3 белая пешка · a2 белая пешка · b2 белая пешка · c2 белая пешка · d2 белый слон · e2 белый ферзь · g2 белая пешка · h2 белая пешка · b1 белая ладья · f1 белая ладья · g1 белый король | c8 чёрная ладья · e8 чёрная ладья · g8 чёрный король · c7 чёрная пешка · f7 чёрная пешка · g7 чёрный слон · h7 чёрная пешка · c6 чёрная пешка · d6 чёрная пешка · e6 чёрный ферзь · g6 чёрная пешка · c4 чёрный конь · e4 белая пешка · c3 белый конь · f3 белая пешка · a2 белая пешка · b2 белая пешка · c2 белая пешка · d2 белый слон · e2 белый ферзь · g2 белая пешка · h2 белая пешка · b1 белая ладья · f1 белая ладья · g1 белый король | 3 |
| 2 | c8 чёрная ладья · e8 чёрная ладья · g8 чёрный король · c7 чёрная пешка · f7 чёрная пешка · g7 чёрный слон · h7 чёрная пешка · c6 чёрная пешка · d6 чёрная пешка · e6 чёрный ферзь · g6 чёрная пешка · c4 чёрный конь · e4 белая пешка · c3 белый конь · f3 белая пешка · a2 белая пешка · b2 белая пешка · c2 белая пешка · d2 белый слон · e2 белый ферзь · g2 белая пешка · h2 белая пешка · b1 белая ладья · f1 белая ладья · g1 белый король | c8 чёрная ладья · e8 чёрная ладья · g8 чёрный король · c7 чёрная пешка · f7 чёрная пешка · g7 чёрный слон · h7 чёрная пешка · c6 чёрная пешка · d6 чёрная пешка · e6 чёрный ферзь · g6 чёрная пешка · c4 чёрный конь · e4 белая пешка · c3 белый конь · f3 белая пешка · a2 белая пешка · b2 белая пешка · c2 белая пешка · d2 белый слон · e2 белый ферзь · g2 белая пешка · h2 белая пешка · b1 белая ладья · f1 белая ладья · g1 белый король | c8 чёрная ладья · e8 чёрная ладья · g8 чёрный король · c7 чёрная пешка · f7 чёрная пешка · g7 чёрный слон · h7 чёрная пешка · c6 чёрная пешка · d6 чёрная пешка · e6 чёрный ферзь · g6 чёрная пешка · c4 чёрный конь · e4 белая пешка · c3 белый конь · f3 белая пешка · a2 белая пешка · b2 белая пешка · c2 белая пешка · d2 белый слон · e2 белый ферзь · g2 белая пешка · h2 белая пешка · b1 белая ладья · f1 белая ладья · g1 белый король | c8 чёрная ладья · e8 чёрная ладья · g8 чёрный король · c7 чёрная пешка · f7 чёрная пешка · g7 чёрный слон · h7 чёрная пешка · c6 чёрная пешка · d6 чёрная пешка · e6 чёрный ферзь · g6 чёрная пешка · c4 чёрный конь · e4 белая пешка · c3 белый конь · f3 белая пешка · a2 белая пешка · b2 белая пешка · c2 белая пешка · d2 белый слон · e2 белый ферзь · g2 белая пешка · h2 белая пешка · b1 белая ладья · f1 белая ладья · g1 белый король | c8 чёрная ладья · e8 чёрная ладья · g8 чёрный король · c7 чёрная пешка · f7 чёрная пешка · g7 чёрный слон · h7 чёрная пешка · c6 чёрная пешка · d6 чёрная пешка · e6 чёрный ферзь · g6 чёрная пешка · c4 чёрный конь · e4 белая пешка · c3 белый конь · f3 белая пешка · a2 белая пешка · b2 белая пешка · c2 белая пешка · d2 белый слон · e2 белый ферзь · g2 белая пешка · h2 белая пешка · b1 белая ладья · f1 белая ладья · g1 белый король | c8 чёрная ладья · e8 чёрная ладья · g8 чёрный король · c7 чёрная пешка · f7 чёрная пешка · g7 чёрный слон · h7 чёрная пешка · c6 чёрная пешка · d6 чёрная пешка · e6 чёрный ферзь · g6 чёрная пешка · c4 чёрный конь · e4 белая пешка · c3 белый конь · f3 белая пешка · a2 белая пешка · b2 белая пешка · c2 белая пешка · d2 белый слон · e2 белый ферзь · g2 белая пешка · h2 белая пешка · b1 белая ладья · f1 белая ладья · g1 белый король | c8 чёрная ладья · e8 чёрная ладья · g8 чёрный король · c7 чёрная пешка · f7 чёрная пешка · g7 чёрный слон · h7 чёрная пешка · c6 чёрная пешка · d6 чёрная пешка · e6 чёрный ферзь · g6 чёрная пешка · c4 чёрный конь · e4 белая пешка · c3 белый конь · f3 белая пешка · a2 белая пешка · b2 белая пешка · c2 белая пешка · d2 белый слон · e2 белый ферзь · g2 белая пешка · h2 белая пешка · b1 белая ладья · f1 белая ладья · g1 белый король | c8 чёрная ладья · e8 чёрная ладья · g8 чёрный король · c7 чёрная пешка · f7 чёрная пешка · g7 чёрный слон · h7 чёрная пешка · c6 чёрная пешка · d6 чёрная пешка · e6 чёрный ферзь · g6 чёрная пешка · c4 чёрный конь · e4 белая пешка · c3 белый конь · f3 белая пешка · a2 белая пешка · b2 белая пешка · c2 белая пешка · d2 белый слон · e2 белый ферзь · g2 белая пешка · h2 белая пешка · b1 белая ладья · f1 белая ладья · g1 белый король | 2 |
| 1 | c8 чёрная ладья · e8 чёрная ладья · g8 чёрный король · c7 чёрная пешка · f7 чёрная пешка · g7 чёрный слон · h7 чёрная пешка · c6 чёрная пешка · d6 чёрная пешка · e6 чёрный ферзь · g6 чёрная пешка · c4 чёрный конь · e4 белая пешка · c3 белый конь · f3 белая пешка · a2 белая пешка · b2 белая пешка · c2 белая пешка · d2 белый слон · e2 белый ферзь · g2 белая пешка · h2 белая пешка · b1 белая ладья · f1 белая ладья · g1 белый король | c8 чёрная ладья · e8 чёрная ладья · g8 чёрный король · c7 чёрная пешка · f7 чёрная пешка · g7 чёрный слон · h7 чёрная пешка · c6 чёрная пешка · d6 чёрная пешка · e6 чёрный ферзь · g6 чёрная пешка · c4 чёрный конь · e4 белая пешка · c3 белый конь · f3 белая пешка · a2 белая пешка · b2 белая пешка · c2 белая пешка · d2 белый слон · e2 белый ферзь · g2 белая пешка · h2 белая пешка · b1 белая ладья · f1 белая ладья · g1 белый король | c8 чёрная ладья · e8 чёрная ладья · g8 чёрный король · c7 чёрная пешка · f7 чёрная пешка · g7 чёрный слон · h7 чёрная пешка · c6 чёрная пешка · d6 чёрная пешка · e6 чёрный ферзь · g6 чёрная пешка · c4 чёрный конь · e4 белая пешка · c3 белый конь · f3 белая пешка · a2 белая пешка · b2 белая пешка · c2 белая пешка · d2 белый слон · e2 белый ферзь · g2 белая пешка · h2 белая пешка · b1 белая ладья · f1 белая ладья · g1 белый король | c8 чёрная ладья · e8 чёрная ладья · g8 чёрный король · c7 чёрная пешка · f7 чёрная пешка · g7 чёрный слон · h7 чёрная пешка · c6 чёрная пешка · d6 чёрная пешка · e6 чёрный ферзь · g6 чёрная пешка · c4 чёрный конь · e4 белая пешка · c3 белый конь · f3 белая пешка · a2 белая пешка · b2 белая пешка · c2 белая пешка · d2 белый слон · e2 белый ферзь · g2 белая пешка · h2 белая пешка · b1 белая ладья · f1 белая ладья · g1 белый король | c8 чёрная ладья · e8 чёрная ладья · g8 чёрный король · c7 чёрная пешка · f7 чёрная пешка · g7 чёрный слон · h7 чёрная пешка · c6 чёрная пешка · d6 чёрная пешка · e6 чёрный ферзь · g6 чёрная пешка · c4 чёрный конь · e4 белая пешка · c3 белый конь · f3 белая пешка · a2 белая пешка · b2 белая пешка · c2 белая пешка · d2 белый слон · e2 белый ферзь · g2 белая пешка · h2 белая пешка · b1 белая ладья · f1 белая ладья · g1 белый король | c8 чёрная ладья · e8 чёрная ладья · g8 чёрный король · c7 чёрная пешка · f7 чёрная пешка · g7 чёрный слон · h7 чёрная пешка · c6 чёрная пешка · d6 чёрная пешка · e6 чёрный ферзь · g6 чёрная пешка · c4 чёрный конь · e4 белая пешка · c3 белый конь · f3 белая пешка · a2 белая пешка · b2 белая пешка · c2 белая пешка · d2 белый слон · e2 белый ферзь · g2 белая пешка · h2 белая пешка · b1 белая ладья · f1 белая ладья · g1 белый король | c8 чёрная ладья · e8 чёрная ладья · g8 чёрный король · c7 чёрная пешка · f7 чёрная пешка · g7 чёрный слон · h7 чёрная пешка · c6 чёрная пешка · d6 чёрная пешка · e6 чёрный ферзь · g6 чёрная пешка · c4 чёрный конь · e4 белая пешка · c3 белый конь · f3 белая пешка · a2 белая пешка · b2 белая пешка · c2 белая пешка · d2 белый слон · e2 белый ферзь · g2 белая пешка · h2 белая пешка · b1 белая ладья · f1 белая ладья · g1 белый король | c8 чёрная ладья · e8 чёрная ладья · g8 чёрный король · c7 чёрная пешка · f7 чёрная пешка · g7 чёрный слон · h7 чёрная пешка · c6 чёрная пешка · d6 чёрная пешка · e6 чёрный ферзь · g6 чёрная пешка · c4 чёрный конь · e4 белая пешка · c3 белый конь · f3 белая пешка · a2 белая пешка · b2 белая пешка · c2 белая пешка · d2 белый слон · e2 белый ферзь · g2 белая пешка · h2 белая пешка · b1 белая ладья · f1 белая ладья · g1 белый король | 1 |
|   | a | b | c | d | e | f | g | h |   |

В позиции на диаграмме из партии Нимцович — Капабланка чёрные проигрывают пешку. Однако благодаря полуоткрытым линиям на ферзевом фланге они имеют возможность произвести фланговую атаку.
 19... Ла8 
 20. а4 К:d2
 21. Ф:d2 Фс4
 22. Лfd1 Леb8
 23. Фе3 Лb4 
 24. Фg5 Cd4+
 25. Kph1 Лab8
 26. Л:d4
Вынужденно из-за угрозы 26... C:c3
 26... Ф:d4
 27. Лd1 Фс4
 28. h4 Л:b2
И белые вскоре сдались.

### Списки партий
- Атака в эндшпиле
- Атака на короля
- Атака на ферзевом фланге
- Атака пешкой h